# Rebelião do Príncipe de Ning
A rebelião do Príncipe de Ning (chinês: 寧王之亂) foi uma rebelião que ocorreu na China em 1519 durante a dinastia Ming. Foi iniciado por Zhu Chenhao, Príncipe de Ning e um descendente de quinta geração de Zhu Quan, e tinha como objetivo derrubar o Imperador Zhengde. A revolta do Príncipe de Ning foi uma das duas rebeliões principescas durante o reinado do Imperador Zhengde; foi precedido pela rebelião do Príncipe de Anhua em 1510.

## Antecedentes
O primeiro príncipe de Ning, Zhu Quan, recebeu o título por seu serviço militar sob o imperador Hongwu e recebeu a terra de Daning, uma região ao norte de Pequim. Ning foi posteriormente transferido para Nanchang em Jiangxi pelo Imperador Yongle. Seu descendente de quinta geração e quarto Príncipe de Ning foi Zhu Chenhao, um líder conhecido mais por seu estilo de vida indulgente e hedonismo do que por suas proezas militares.
O imperador Zhengde foi avisado do boato da traição de Zhu Chenhao antes da rebelião. Houve relatos de que Zhu estava reunindo um exército, quando o poder militar dos príncipes regionais havia sido abolido há muito tempo. Zhu também estava subornando membros do gabinete do imperador Zhengde, como parte de seus planos para usurpar o trono. Em 1507, ele ofereceu ao poderoso eunuco Liu Jin uma grande soma de dinheiro em troca de guarda-costas pessoais, um suborno que Liu concordou, mas não pôde cumprir, uma vez que foi executado por conspirar contra o imperador em setembro de 1510. Em 1514, ele financiou bandidos como capangas, apreendeu terras e propriedades, emitiu impostos e recebeu guarda-costas depois de subornar com sucesso o general e ministro da Guerra Lu Wan.
Zhu Chenhao também tentou subornar o famoso pintor Guo Xu para o seu lado e, embora Guo tenha pegado o dinheiro, ele imediatamente o doou.
O Imperador Zhengde, que não tinha filhos, não tinha um herdeiro e Zhu estava pressionando para que seu filho assumisse como herdeiro aparente. Os rumores foram ignorados pelo imperador, que não respondeu às alegações.  No final de 1514, Zhu estava tão encorajado que começou a se referir a si mesmo como imperador e emitiu seus comandos como éditos imperiais. Isso também foi ignorado pelo imperador Zhengde.

## Rebelião
Em 14 de junho de 1519, Zhu Chenhao iniciou a rebelião anunciando que o imperador Zhengde não era o sucessor legítimo do imperador Hongzhi e havia usurpado o trono. Seu exército marchou para o norte, na tentativa de capturar a cidade e a capital auxiliar Nanjing. A caminho de Nanjing, Zhu atacou Anqing em 9 de agosto, mas não conseguiu capturá-la.  O filósofo e general neoconfucionista Wang Yangming foi enviado para suprimir a rebelião e capturou a capital do principado Ning, Nanchang, em 13 de agosto de 1519. O exército de Zhu foi derrotado por Wang em 20 de agosto de 1519, encerrando os quarenta e dois dias de rebelião, e Zhu foi posteriormente capturado.  Acredita-se que, embora Zhu tenha planejado sua rebelião por mais de uma década, Wang já havia previsto suas intenções e, auxiliado pelo respeitável poeta Lei Ji, estava semeando descontentamento nas fileiras do príncipe muitos anos antes da rebelião.

## Consequências
Zhu foi condenado a corte lento, a punição por traição, mas cometeu suicídio em 13 de janeiro de 1521.  Os funcionários e eunucos que conspiraram com Zhu também foram condenados à morte.  Dois anos após a revolta, Zhengde morreu de uma doença em 1521 contraída após, segundo a lenda, cair de um barco enquanto estava bêbado em uma viagem de pesca.